# Harpilius
Harpilius is een geslacht van garnalen uit de familie van de steurgarnalen (Palaemonidae). De wetenschappelijke naam van de soort is voor het eerst geldig gepubliceerd in 1852 door James Dwight Dana. Dana beschreef in die publicatie ook de eerste soort van het geslacht, Harpilius lutescens.

## Soorten
- Harpilius bayeri (Holthuis, 1981)
- Harpilius consobrinus de Man, 1902
- Harpilius lutescens Dana, 1852
- Harpilius spinifer Bruce, 2006